# Ангера
Ангера (порт. Anguera) — муниципалитет в Бразилии, входит в штат Баия. Составная часть мезорегиона Северо-центральная часть штата Баия. Входит в экономико-статистический микрорегион Фейра-ди-Сантана. Население составляет 9545 человек на 2006 год. Занимает площадь 158,729 км². Плотность населения — 60,1 чел./км².

## Статистика
- Валовой внутренний продукт на 2003 год составляет 14 581 015,00 реалов (данные: Бразильский институт географии и статистики).
- Валовой внутренний продукт на душу населения на 2003 год составляет 1581,80 реал (данные: Бразильский институт географии и статистики).
- Индекс развития человеческого потенциала на 2000 год составляет 0,623 (данные: Программа развития ООН).